# DreamHack

Logo der DreamHack

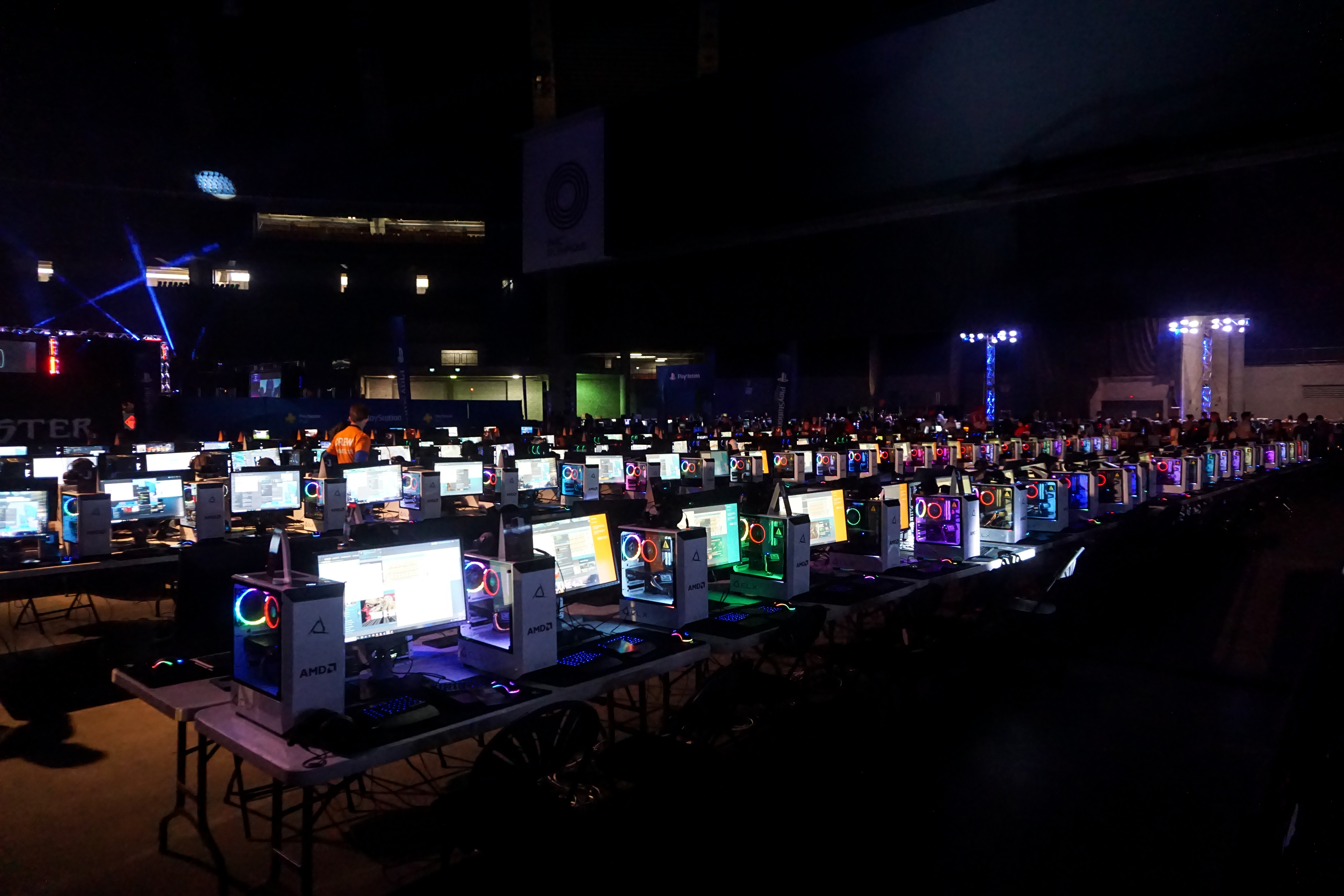
LAN-Area auf der Dreamhack-Montreal, 2018

DreamHack ist eine Marke von ESL Gaming und fungiert als Organisationseinheit für digitale Veranstaltungen. Die Macher selbst nennen es ein „immersives Gaming-Lifestyle-Erlebnis“ für E-Sport-Anhänger. Mehrmals im Jahr gibt es an verschiedenen Orten der Welt Festival-ähnliche Wochenenden, an denen professionelle E-Sport-Turniere, Amateur- und College-Gaming-Turniere und LAN-Partys veranstaltet werden. Zu den bisherigen Austragungsorten zählen Leipzig, Cluj-Napoca, Bukarest, London, Valencia, Tours, Moskau, Malmö, Austin, Jönköping und Stockholm. 2022 gab es DreamHacks in Dallas, Jönköping, Valencia, Melbourne, Rotterdam, Hyderabad, Atlanta, Madrid und Hannover. 2023 wird DreamHack in San Diego, Melbourne, Makuhari, Chiba, Dallas, Hannover, Jönköping, Valencia, Hyderabad und Atlanta durchgeführt.
Die DreamHack Winter 2004, welche vom 25. bis 28. November 2004 im Elmia-Messezentrum veranstaltet wurde, war mit 5.272 Teilnehmern und 5.852 Computern, verbunden durch ein einziges Local Area Network, die damals größte LAN-Party der Welt und wurde in das Guinness-Buch der Rekorde aufgenommen. Dieser Rekord wurde in den folgenden Jahren weiter ausgebaut; im Winter 2006 waren es erstmals über 10.000 und im Winter 2012 erstmals über 20.000 Teilnehmer.
In fast jedem Jahr werden die Teilnehmer zu exklusiven Beta-Tests der neusten Spielgeneration eingeladen. Darüber hinaus finden E-Sport-Wettbewerbe mit Gesamtpreisgeldern von mehreren Millionen Euro statt. Seit 2012 hat die DreamHack auch Ableger in anderen europäischen Staaten. Von Ende 2015 bis Ende 2020 hielt die Modern Times Group 100 % der Anteile an der DreamHack, bevor sie in die ESL Gaming GmbH integriert wurde.

## Veranstaltungsorte

### Jönköping
Die DreamHack findet im Elmia-Messezentrum in Jönköping, Schweden statt. Dort belegte sie 2006 die Hallen C und D; Halle D wird mit 10.000 m² Fläche und einer Höhe von 20,5 Metern angegeben. Bei früheren Veranstaltungen gab es in den Hallen Probleme, rund 1 Megawatt Abwärme, die von den tausenden Computern produziert wurde, abzuführen und so herrschten zeitweise Temperaturen von etwa 30 °C. Die im Sommer 2004 installierte Klimaanlage, die Kühlwasser aus einem nahe gelegenen See bezieht, konnte die Temperatur auf moderate 20–25 °C senken. Längst reichen die 2006 gemieteten Hallen nicht mehr aus, so dass auch die anderen Hallen der Elmia Messehallen für die verschiedensten Bereiche genutzt werden. Seit der Sommer Dreamhack 2007 findet gleichzeitig die DreamExpo statt, auf der sich die verschiedensten Hersteller präsentieren können.
Es gibt immer eine separate Halle zum Schlafen und ausreichend Dusch- und Toilettenräume. Eigens für die Dreamhack werden rund um die Uhr die Toiletten gereinigt und mit den wichtigsten Dingen regelmäßig neu bestückt.

### London
Die DreamHack kam bis jetzt einmal nach London. Im Rahmen der DreamHack Open 2015 wurde sie in der Copper Box Arena vom 19. bis zum 20. September abgehalten.

### Tours
2015 kam die DreamHack zum ersten Mal nach Tours. Auch 2016 soll eine Veranstaltung der DreamHack im Rahmen der DreamHack Zowie Open 2016 vom 14. bis 16. Mai in der französischen Stadt stattfinden. Austragungsort ist das Vinci Congress Center, in dem über 3.000 Zuschauer Platz haben.

### Moskau
Bis jetzt gab es zwei Events der DreamHack in der russischen Hauptstadt Moskau. Das erste Event wurde vom 13. bis 14. September 2014 im Stadium Live, einem Gebäude mit über 9000 m² Fläche, welches normalerweise als Bar genutzt wird, abgehalten. Vom 5. bis zum 6. Dezember 2015 kam das schwedische Unternehmen wieder nach Moskau. Dieses Mal diente der 69. Pavillon des Exhibition Centers als Veranstaltungsort. Über weitere Veranstaltungen in Moskau oder anderen Städten in Russland ist nichts bekannt.

### Leipzig
Die Dreamhack Leipzig fand 2016 zum ersten Mal in Leipzig statt. Teil der ersten Veranstaltung war die DreamHack Zowie Open 2016 in Counter-Strike: Global Offensive und StarCraft II. Die DreamHack Leipzig wurde auf dem Leipziger Messegelände ausgetragen.
Am 7. Oktober 2021 gab die Dreamhack Leipzig via Twitter bekannt, dass es keine weitere Dreamhack in Leipzig geben wird. Auf der Webseite der Messe wurde ein Text veröffentlicht, laut welchem der schwedische Lizenzinhaber DreamHack AB den Vertrag mit der Leipziger Messe nicht fortführen wird. Seit dem Jahr 2022 findet die deutsche Auflage in Hannover statt.

### Austin
Im Mai 2016[veraltet] fand mit der Dreamhack Austin erstmals ein DreamHack Event außerhalb von Europa in der texanischen Hauptstadt statt. Austragungsort war das für 3.200 Zuschauer ausgelegte Austin Convention Center mitten in der Downtown von Austin. Auch die Dreamhack Zowie Open 2016 legte einen Stopp in den Vereinigten Staaten ein. Es wurden unter anderen die Spiele Counter-Strike: Global Offensive, StarCraft II und Hearthstone für das Event angekündigt.

### Hannover
Im Dezember 2022 fand die deutsche Ausgabe der DreamHack erstmalig in Hannover statt. Während der ersten Veranstaltung wurde ein Cosplay Contest ausgetragen, sowie diverse E-Sport Spiele auf der Bühne ausgetragen – u. a. in Age of Empires II, Counter-Strike: Global Offensive, Valorant und League of Legends. Im Juni 2023 war eine weitere Ausgabe der DreamHack in Hannover geplant, welche allerdings abgesagt wurde. Im Dezember 2023 fand die zweite Ausgabe der DreamHack in Hannover statt.

## E-Sport

### Sponsoren
Die momentanen Sponsoren der DreamHack Zowie Open 2016 sind Zowie (Ein Hersteller von Gamingzubehör, 2015 aufgekauft von BenQ), Monster Energy (US-amerikanischer Energy-Drink-Produzent), Razer (Führender Anbieter für Hardware und Software speziell für Gamer) & G2A.com (Zertifizierter Online-Markt für verschiedene Bereiche, eingeschlossen Gaming).
Sponsoren von früheren Events waren unter anderem:
- SteelSeries
- Eizo
- HyperX (Gaming-Marke von HP)[20]
- Logitech G (Gaming-Marke von Logitech)
- Asus
- Intel
- BenQ
- Telia Company

### Spiele
Auszug von Spielen, die auf DreamHack-Events gespielt werden und wurden:
- Counter-Strike: Global Offensive
- Fortnite
- Rocket League
- StarCraft II
- Call of Duty: Black Ops II
- League of Legends
- Dota 2
- Super Smash Bros. Melee
- Hearthstone
- Tom Clancy’s Rainbow Six Siege
- Valorant
- TarkovArena

## Trivia
- In Schweden dürfen Minderjährige Computerspiele für Erwachsene wie Counter-Strike oder Manhunt spielen.[22]